# Pablo Fornals
Pablo Fornals (Castellón de la Plana, 22 de fevereiro de 1996) é um futebolista profissional espanhol que atua como meia-atacante. Atualmente joga no Betis.

## Carreira
Pablo Fornals começou a carreira no Málaga.

## Títulos
Espanha
- Campeonato Europeu Sub-21: 2019

West Ham
- Liga Conferência da UEFA: 2022–23